# Inverse Photoemissionsspektroskopie

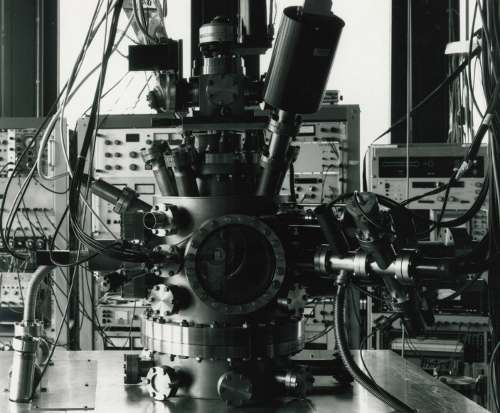
Typisches IPE-System mit Zählrohrdetektor

Die inverse Photoemissionsspektroskopie (IPES), auch inverse Photoelektronenspektroskopie oder inverse Photoemission (IPE) genannt, ist eines der wichtigsten Verfahren zur experimentellen Charakterisierung der unbesetzten elektronischen Zustände von Festkörpern und Oberflächen. Sie beruht auf der Zeitumkehr des äußeren Photoeffekts. Während beim äußeren Photoeffekt durch elektromagnetische Strahlung Photoelektronen aus einem Festkörper ausgelöst werden, wird bei der inversen Photoemissionsspektroskopie der Festkörper mit Elektronen beschossen, diese geben bei der Wechselwirkung mit dem Festkörper ihre kinetische Energie in Form von Photonen ab. Die Spektren der inversen Photoemission erlauben Rückschlüsse auf die unbesetzten elektronischen Zustände im Festkörper, während die „normale“ Photoemissionsspektroskopie im Wesentlichen Informationen über die besetzten Zustände liefert.
Die Aufnahme der Spektren geschieht beim einfachsten Verfahren, der Bremsstrahlungsisochromatenspektroskopie (BIS), durch Variation der Elektronenenergie und Registrierung der emittierten Photonen bei fester Energie. Zieht man von der Startenergie der Elektronen die Photonenenergie ab, kennt man die Energie der Endzustände, d. h. der vorher unbesetzten Zustände in der Probe, welche die Elektronen aufnehmen. Durch Variation der Startenergie der Elektronen kann man sozusagen die Endzustände auf der Energieachse abtasten, so dass man über die Zahl der registrierten Photonen Information darüber erhält, wie viele Endzustände bei welcher Energie zur Verfügung stehen. Mit geeigneten IPE-Systemen ist es darüber hinaus möglich, Informationen über Wellenvektor und Spin dieser Zustände zu erhalten.
Alternativ zum Isochromatenverfahren kann man eine feste Elektronenenergie verwenden und die Energie der detektierten Photonen variieren (Spektrometerbetrieb).

## Geschichte
Das Prinzip der inversen Photoemission wurde erstmals 1915 von Duane und Hunt zur Bestimmung des Quotienten aus Planckschem Wirkungsquantum und Elementarladung (h/e) mittels einer Röntgenröhre eingesetzt. In den 1940er Jahren entdeckte man, dass die Bremsstrahlungsisochromaten in der Nähe der Schwellenenergie Strukturen zeigen, die, wie später von Nijboer gezeigt wurde, auf die unbesetzten elektronischen Zustände der Anode zurückzuführen sind.

IPE-Veröffentlichungen 1980–2008

Erst ab 1952 wurde diese Tatsache von Kurt Ulmer ausgenutzt, um systematisch die Leitungsbänder der im Experiment als Anode eingesetzten Probe zu untersuchen. Da die Elektronen nur wenige Atomlagen tief in die Probe eindringen, sind sehr saubere Oberflächen erforderlich, was damals durch permanentes Heizen der Probe erreicht wurde. Als knapp 30 Jahre später die Ultrahochvakuumtechnik zur Verfügung stand, gelang es, Proben nach geeigneter Reinigung bei Raumtemperatur zu untersuchen.
Nachdem zunächst die Zustandsdichte der unbesetzten elektronischen Zustände mit inverser Photoemission untersucht worden ist, wurde Ende der 1970er bzw. Anfang der 1980er Jahre mit k resolved inverse photoemission (KRIPES) ein Verfahren entwickelt, das es gestattet, die wellenzahlvektoraufgelöste Bandstruktur der unbesetzten Zustände zu messen. Die Anzahl der Veröffentlichungen zur inversen Photoemission stieg daraufhin stark an.
Vor der Entwicklung der Photoemissionsspektroskopie und der inversen Photoemissionsspektroskopie war die elektronische Bandstruktur der experimentellen Untersuchung nicht direkt zugänglich. Man konnte entweder mit Hilfe von optischen Messungen über den Umweg der dielektrischen Funktion Bandstrukturrechnungen überprüfen oder mit Verfahren wie der Zyklotronresonanz Eigenschaften der Fermi-Fläche bestimmen. Mit den beiden Photoemissionsverfahren ist die Bandstruktur im Prinzip messbar geworden.

## Auswertung der Spektren

### Einführung
Mit der inversen Photoemission können unbesetzte elektronische Zustände von Festkörpern und Oberflächen bezüglich ihrer Energie und unter geeigneten Umständen auch nach Wellenvektor ({\displaystyle {\vec {k}}}) und Spin charakterisiert werden. Ein wesentlicher Vorteil der inversen Photoemission ist, dass mit ihr auch die für viele Eigenschaften wichtigen unbesetzten Zustände zwischen Ferminiveau und Vakuumniveau untersucht werden können, die der Photoemissionsspektroskopie nicht zugänglich sind.
Analog zur Photoemission kann die inverse Photoemission näherungsweise in einem Dreistufenmodell interpretiert werden. Die erste Stufe ist der Eintritt des Elektrons vom Vakuum in die Probe (Durchgang durch die Oberfläche). Der Transport des Elektrons von der Oberfläche in das Volumen der Probe ist die zweite Stufe, worauf sich als dritte Stufe der Übergang des Elektrons unter Emission eines Photons anschließt. Die Trennung in drei Stufen ist eine zur Spektrenauswertung hilfreiche Näherung, sie steht aber im Widerspruch zur Unschärferelation; eine korrekte Beschreibung muss den gesamten Prozess quantenmechanisch in einem Schritt beschreiben.
Beim Durchfahren der Elektronenenergie in Isochromaten-Betriebsart beginnt die Photonenemission, wenn die Elektronen genügend Energie haben, um durch Übergang in den niedrigsten unbesetzten Zustand der Probe Photonen zu erzeugen, deren Energie gleich der des Monochromators ist. Die niedrigste Endzustandsenergie entspricht bei Metallen dem Ferminiveau und bei Halbleitern der Unterkante des Leitungsbands. Nach dem Überschreiten der Schwellenenergie tastet das Spektrum die unbesetzten Zustände in Richtung höherer Energie ab.
IPE-Spektren sind mit einem mit der Energie steigenden Untergrund behaftet. Nach dem Eindringen der Elektronen in die Probe können vor dem optischen Übergang zunächst inelastische Prozesse stattfinden, bei der die Elektronen strahlungslos einen Teil ihrer Energie abgeben. Der dominierende Prozess ist dabei die Bildung von Elektron-Loch-Paaren. Diese Prozesse führen zu einem energieabhängigen, aber strukturlosen Untergrund in den Spektren, der mit steigender Energie so intensiv wird, dass schließlich keine Strukturen mehr sichtbar sind.

Inverse Photoemission im Modell direkter Übergänge

Verwendet man niedrige Energien unter 20 eV – die Energie der emittierten Photonen liegt dann im VUV-Bereich – werden die Strukturen im IPE-Spektrum durch direkte Übergänge dominiert, die in der Bandstruktur nur an diskreten Punkten stattfinden, nämlich dort, wo zwei Bänder sich beim selben {\displaystyle {\vec {k}}}-Wert energetisch gerade um die verwendete Photonenenergie unterscheiden. Die Methode erlaubt es dann, den unbesetzten Teil der Bandstrukturen ({\displaystyle E({\vec {k}})}-Funktion) experimentell zu überprüfen.

Inverse Photoemission im Zustandsdichte-Modell

Bei Energien im Bereich einiger Kiloelektronenvolt (weiche Röntgenstrahlung) können phononenbegleitete indirekte Übergänge stattfinden, so dass am Zustandekommen der Photonenemission praktisch Zustände im {\displaystyle {\vec {k}}}-Bereich der gesamten Brillouinzone beteiligt sind. Hierdurch kommt es zu einem Mittelungseffekt im {\displaystyle {\vec {k}}}-Raum und das Spektrum spiegelt näherungsweise die Zustandsdichte der Leitungsbänder wider.
Die Intensität der Photonenemission wird vor allem durch das Matrixelement des verursachenden elektronischen Übergangs (siehe Fermis Goldene Regel) und die Dichte der jeweils beteiligten Endzustände bestimmt. Im Gegensatz zur Photoemission ist nur die Dichte der Endzustände entscheidend, nicht die kombinierte Zustandsdichte aus Anfangs- und Endzuständen (Joint Density of States, JDOS). Grund dafür ist die Tatsache, dass man bei der Darstellung der IPE-Spektren die Photonenzählrate durch den Probenstrom dividiert, um die energieabhängige Emission der Elektronenquelle herauszurechnen. Dabei wird zugleich der Einfluss der Dichte der Anfangszustände eliminiert.
Durch die Natur des IPE Experiments – ein Teilchen wird dem System zugeführt – ist zu erwarten, dass Bandstrukturrechnungen in Modellen eines effektiven Potentials (Einteilchenmodell) nur bedingt zum Vergleich mit IPE-Spektren geeignet sind. Dem System wird ja ein Teilchen zugeführt, von dem man nicht erwarten kann, dass es sich unkorreliert zu den übrigen Elektronen verhält. Besser geeignet sind Quasiteilchenbandstrukturen, um gemessene {\displaystyle E({\vec {k}})}-Funktionen mit Berechnungen zu vergleichen. Will man nicht nur die Lage der Strukturen, sondern auch deren Breite und den genauen Intensitätsverlauf der Spektren in die Auswertung einbeziehen, zieht man am besten im Einstufenmodell berechnete IPE-Spektren heran.
Wird für die inverse Photoemission eine spinpolarisierte Elektronenquelle eingesetzt, kann man Majoritäts- und Minoritätszustände in ferromagnetischen Proben getrennt analysieren. Insbesondere zur Erforschung des technologisch wichtigen Oberflächenmagnetismus (Anwendung für magnetische Datenspeicherung) ist diese Methode gut geeignet.
Weil bei der inversen Photoemission keine elektronischen Rumpfniveaus beteiligt sind, liefert sie im Gegensatz zur Photoelektronenspektroskopie der Rumpfniveaus (ESCA) keine Information über die chemischen Elemente in der Probe.

### Bandmapping von Volumen- und Oberflächenzuständen

#### Voraussetzungen
Will man die {\displaystyle {\vec {k}}}-aufgelöste Bandstruktur experimentell untersuchen, muss man eine Reihe von Einflussfaktoren beachten, um die {\displaystyle {\vec {k}}}-Unschärfe im IPE-Spektrum gering zu halten. Die {\displaystyle {\vec {k}}}-Unschärfe muss deutlich kleiner als die Ausdehnung der Brillouinzone sein. Man nennt das Verfahren dann k resolved inverse photoemission (KRIPES). Die wichtigsten Voraussetzungen, um {\displaystyle {\vec {k}}}-aufgelöst zu messen, sind:
1. Die Probe muss einkristallin sein.
 Ein Polykristall enthält Bereiche verschiedener kristalliner Orientierung, so dass die einfallenden Elektronen viele verschiedene Linien in der Brillouinzone abtasten. Deshalb wählt man zum Bandmapping einkristalline Proben. Wichtig ist, dass die kristalline Ordnung an der Probenoberfläche nicht durch zu rabiates Vorgehen bei der Probenreinigung gestört wird, etwa durch Sputtern mit zu hohen Ionenenergien.
2. Die k-Unschärfe des Elektronenstrahls muss klein genug sein.
 Der Elektronenstrahl soll möglichst parallel verlaufen. Die Winkelunschärfe des Strahls Δθ führt näherungsweise zu einer {\displaystyle {\vec {k}}}-Unschärfe von {\displaystyle \Delta K(\Delta \theta )=\Delta \theta {\sqrt {(}}2mE)/\hbar }. Die tolerierbare Winkeldivergenz des Elektronenstrahls wird also mit steigender Energie kleiner. Über {\displaystyle E=(\hbar k)^{2}/2m} ist auch die Energieunschärfe des Elektronenstrahls mit einer {\displaystyle {\vec {k}}}-Unschärfe verbunden.
3. Die Elektroneneindringtiefe darf nicht zu klein sein.
 Die niedrige Eindringtiefe (mittlere freie Weglänge) der Elektronen begrenzt den Ort des IPE-Übergangs. Gemäß der Unschärferelation ist die Unschärfe von {\displaystyle {\vec {k}}} umso größer, je stärker der Ort lokalisiert ist. Die Energieabhängigkeit der mittleren freien Weglänge für Elektronen in Festkörpern zeigt bei allen Festkörpern in etwa den gleichen Verlauf. Die {\displaystyle {\vec {k}}}-Unschärfe ist im Bereich unter 20 eV ist für KRIPES ausreichend klein.
4. Phononenbegleitete Übergänge dürfen nicht zu stark zum Spektrum beitragen.
 Wenn am photonenerzeugenden Übergang Phononen beteiligt sind, ist der Übergang nicht mehr {\displaystyle {\vec {k}}}-erhaltend, weil Phononen eine Impulsdifferenz aufnehmen können. Im Energiebereich unter 20 eV liegt der Anteil indirekter Übergänge in der Größenordnung von 1 %, während er im keV-Bereich über 50 % liegen kann. Auch bei Wahl einer ausreichend niedrigen Photonenenergie kann die {\displaystyle {\vec {k}}}-Erhaltung ausgeschaltet werden, wenn an der Oberfläche lokalisierte Zustände als Anfangszustände am Übergang teilnehmen, die im Vakuum an freie-Elektronenzustände ankoppeln, aber in Richtung Festkörpervolumen rasch abklingen („evanescent states“). Deren Ortslokalisierung geht gemäß Unschärferelation mit einer entsprechend großen Unschärfe der zur Oberfläche senkrechten {\displaystyle {\vec {k}}}-Komponente ({\displaystyle k_{\perp }}) einher. Zum IPE-Spektrum tragen in diesem Fall Übergänge mit allen {\displaystyle k_{\perp }} -Werten der Brillouinzone bei. In einem IPE-Experiment, bei dem die Photonenenergie bei fester Elektronenenergie registriert wird, spiegelt sich im Spektrum, wenn die Primärenergie so gewählt wird, dass der Anfangszustand ein „evanescent state“ ist, die eindimensionale Zustandsdichte wider. In einem Isochromatenexperiment können „evanescent states“ nur an diskreten Stellen im Spektrum als Anfangszustände beteiligt sein.

#### Auswertung von KRIPE-Spektren

Lokalisierung der IPE-Übergänge in einem Zinkblendegitter in der freie-Elektronen-Näherung

Die Komponente des Wellenvektors parallel zur Oberfläche ({\displaystyle {\vec {k}}_{\|}}) bleibt bis auf die Parallelkomponente eines reziproken Gittervektors erhalten (Oberflächenkräfte wirken nur senkrecht zur Oberfläche):
{\displaystyle {\vec {k}}_{\|}={\vec {k}}_{\|vac}+{\vec {G}}_{\|}}
Wenn {\displaystyle {\vec {G}}_{\|}} ungleich Null ist, spricht man von einem Umklappprozess. Man tastet beim Aufnehmen eines IPE-Spektrums eine {\displaystyle {\vec {k}}}-Linie in Richtung des einfallenden Elektronenstrahls ab. Durch Wahl des Elektroneneinfallwinkels θ kann die Richtung dieser Linie in der Brillouinzone festgelegt werden. Bei bekannter Austrittsarbeit der Probe ΦP kann man {\displaystyle {\vec {k}}_{\|}} berechnen:
{\displaystyle {\vec {k}}_{\|}={\sqrt {{\frac {2m}{\hbar ^{2}}}(\hbar \omega +E_{f}-\Phi _{P})}}\cdot \sin {\theta }}

KRIPES-Messungen von InP(100) Oben rechts: IPE-Spektrum bei senkrechtem Einfall. Der Einsatz zeigt den unbesetzten Teil der Bandstruktur (grün) und fast-freie-Elektronenparabeln als Anfangszustände (rot). Die Parabeln sind auf der Energieachse um 9,9 eV (Photonenenergie) nach links verschoben, so dass die Kreuzungspunkte mit den Leitungsbändern mögliche direkte Übergänge zeigen. Peaks B und C sind direkten Übergängen in Bänder des Volumens zuzuordnen, während Peak A von Übergängen in einen Oberflächenzustand verursacht wird. Peak D stimmt mit einem Maximum der Zustandsdichte überein. Unten rechts: Die Dispersion des Oberflächenzustands wurde mit Hilfe von IPE-Spektren, die bei verschiedenen Einfallswinkeln aufgenommen wurden (links) bestimmt. Die schwarzen Punkte zeigen die projizierte Volumenbandstruktur.

Da Oberflächenzustände gemäß der Unschärferelation keinen scharfen {\displaystyle k_{\perp }}-Wert haben, reicht die Kenntnis von {\displaystyle k_{\|}} bereits aus, um ihre Energiedispersion {\displaystyle E({\vec {k}}_{\|})} zu messen. Man nimmt dazu Isochromaten bei verschiedenen Elektroneneinfallswinkeln auf. Aus der Lage von Peaks, die auf Übergänge in Oberflächenzustände zurückzuführen sind, kann man die {\displaystyle E({\vec {k}}_{\|})}-Dispersion mit Hilfe der obigen Formel direkt berechnen.
Für die Ermittlung der {\displaystyle E({\vec {k}})}-Dispersion von Volumenzuständen muss man auch die {\displaystyle {\vec {k}}}-Komponente senkrecht zur Oberfläche kennen. Diese kann man berechnen, wenn man die {\displaystyle E({\vec {k}})}-Funktion des Anfangszustands der Elektronen kennt. Hierfür ist oft die Näherung fast freier Elektronen eine gute Näherung. Dabei wird angenommen, dass die {\displaystyle E({\vec {k}})}-Funktion durch die Parabel freier Elektronen, energetisch abgesenkt um ein „inneres Potential“ angenähert wird. Damit erhält man folgenden Zusammenhang zwischen Anfangs- und Endenergie der Elektronen (Ei und Ef), der Photonenenergie {\displaystyle \hbar \omega } und dem inneren Potential {\displaystyle V_{0}}:
{\displaystyle {\frac {\hbar ^{2}}{2m}}(k_{\perp }^{2}+k_{\|}^{2})=\hbar \omega +E_{f}+V_{0}}
Statt über die fast-freie-Elektronen-Näherung kann man {\displaystyle k_{\perp }} des Endzustands auch experimentell mit der Energiekoinzidenz- oder Triangulationsmethode bestimmen. Hierzu sucht man einen Übergang, der in IPE-Spektren von zwei verschieden orientierten Oberflächen beobachtet werden kann. Der Schnittpunkt der in den beiden Messungen festgelegten {\displaystyle k_{\perp }} Linien ergibt dann den {\displaystyle {\vec {k}}}-Vektor des Übergangs.
Bandstrukturen werden üblicherweise auf den hochsymmetrischen Linien der Brillouinzone berechnet. Ein Vergleich mit IPE-Spektren wird besonders einfach, wenn man die Spektren im Spektrometerbetrieb aufnimmt. Richtet man den Elektronenstrahl in einer hochsymmetrischen Richtung aus und nimmt eine Spektrenserie mit verschiedenen Elektronenenergien auf, so kann man beobachten, wie sich Peaks von Spektrum zu Spektrum verschieben, weil sich mit der Elektronenenergie auch {\displaystyle k_{\perp }} ändert. Auf diese Weise kann man die Zustände auf der gewählten hochsymmetrischen Linie abtasten. Diesem Verfahren entspricht die Verwendung einer variablen Photonenenergie in der Photoemission, wozu man dort Synchrotronstrahlung benötigt; ein Aufwand, der in der inversen Photoemission nicht erforderlich ist.

### Bestimmung der Zustandsdichte

#### Voraussetzungen
Will man die Zustandsdichte ermitteln, verwendet man Photonenenergien im Bereich 1 bis 5 keV; dann dominieren phononenbegleitete indirekte Übergänge die Spektren. Aus praktischen Gründen wird hierfür das Spektrum meist als Isochromate aufgenommen. Im Gegensatz zum Spektrometerbetrieb kann dann bei den meist verwendeten fokussierenden Monochromatoren die mitunter aufwendige Ausrichtung der Probe als Photonenquelle, des Monochromaterkristalls und des Detektors auf dem Rowlandkreis unverändert bleiben. Als Proben kommen bevorzugt Polykristalle oder aufgedampfte Schichten in Betracht. Die Energie muss so gewählt werden, dass keine charakteristische Röntgenstrahlung in den Detektor gelangt.

#### Auswertung von BIS-Spektren
Qualitativ können die Isochromaten direkt mit der berechneten Zustandsdichte verglichen werden. Eine genauere Auswertung muss den Einfluss anderer Faktoren berücksichtigen, die das Spektrum beeinflussen. Hierzu gehört die Auflösungsfunktion des verwendeten Spektrometers oder Energieverluste, die die Elektronen in der Probe vor dem Röntgenübergang erleiden können und die man mit Energieverlustspektroskopie messen kann. Um diese Effekte aus den Spektren herausrechnen zu können, sind Entfaltungsalgorithmen entwickelt worden.

## Aufbau einer IPE-Apparatur
Die Apparatur wird wegen der hohen Oberflächenempfindlichkeit der Methode im Ultrahochvakuum betrieben.
Neben den Hauptkomponenten Probe, Elektronenquelle und Photonendetektor mit Energiefilter werden geeignete Mittel benötigt, um die Probenoberfläche zu reinigen. Hierzu gehören typischerweise eine Heizvorrichtung für die Probe und eine Ionenquelle zum Reinigen durch Ionenstrahlsputtern. Proben mit sauberer und wohlgeordneter Oberfläche kann man auch durch Spalten von Kristallen in situ oder durch Aufdampfen von dünnen Schichten auf geeignete Unterlagen präparieren. Wenn es auf die Ordnung der Oberfläche nicht ankommt (z. B. für Zustandsdichtemessungen), kann auch das Schmirgeln der Probe in situ nützlich sein.
Zur Prüfung der Oberflächenreinheit wird oft die Auger-Elektronen-Spektroskopie eingesetzt. Für KRIPES muss auch die Oberflächenordnung der einkristallinen Proben sichergestellt werden. Zur Kontrolle hat sich die Beugung niederenergetischer Elektronen (Low Energy Electron Diffraction, LEED) bewährt. Allerdings hat sich gezeigt, dass KRIPES in manchen Fällen so empfindlich auf Störungen der Oberflächenordnung reagiert, dass man Veränderungen im IPE-Spektrum sieht, die im LEED-Bild noch nicht sichtbar sind.
Eine Herausforderung ist die Tatsache, dass die inverse Photoemission aus physikalischen Gründen mit erheblich niedrigeren Zählraten als die Photoemission auskommen muss. Die Wahrscheinlichkeit, dass pro einfallendem Elektron bei der inversen Photoemission ein Photon erzeugt wird, ist etwa 5 Größenordnungen kleiner als die Wahrscheinlichkeit, mit der bei der Photoemission ein Elektron pro Photon angeregt wird. Um überhaupt noch eine ausreichende Zählrate zu erzielen, muss man sich mit schlechterer Energieauflösung als bei der Photoemission zufriedengeben.
Für die {\displaystyle {\vec {k}}}-aufgelöste Messung von Oberflächenzuständen sollte der Probenhalter in zwei Richtungen drehbar sein. Bewährt haben sich computergesteuerte Antriebe für die Probendrehung, so dass Spektrenserien mit variiertem Elektronenstrahlwinkel automatisch aufgenommen werden können.
Das Erdmagnetfeld wird im Bereich des Experiments mit Hilfe von Helmholtzspulen kompensiert, um eine Ablenkung der Elektronen zu vermeiden. Der UHV-Rezipient und die verwendeten Komponenten müssen aus unmagnetischen Materialien (z. B. Edelstahl mit niedriger Permeabilität, Tantal, sauerstofffreies Kupfer) gefertigt werden.

### Elektronenquellen

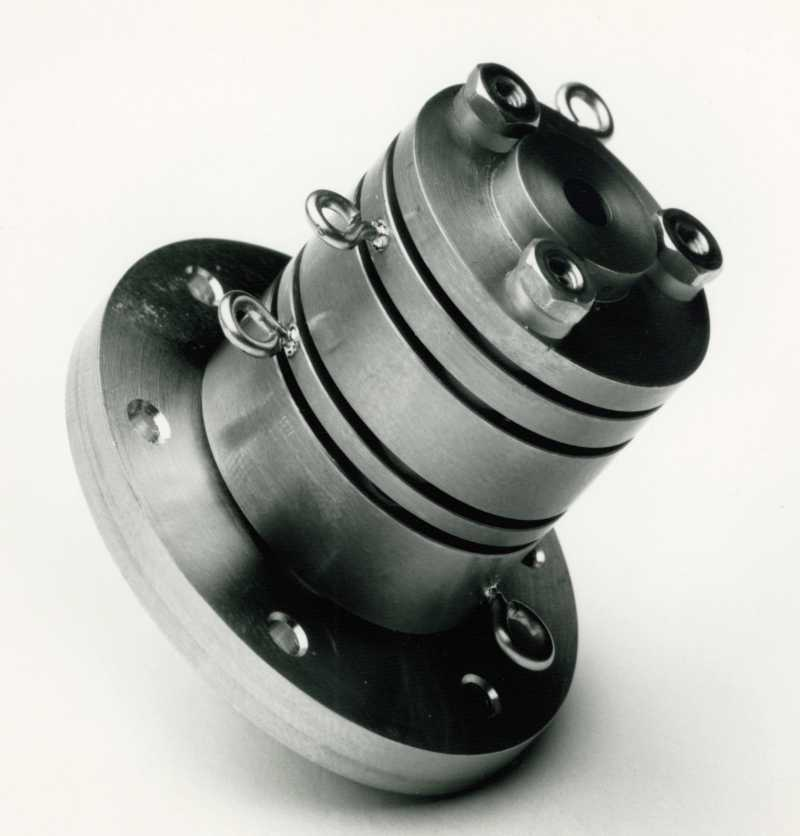
Elektronenkanone nach Erdmann und Zipf

Elektronenkanone nach Erdmann und Zipf

Anforderungen an die Elektronenquelle sind: kleine Energiebreite und kleine Winkeldivergenz bei möglichst hoher Stromstärke im relevanten Energiebereich. Wird ein Monochromator verwendet, ist auch ein kleiner Spot wichtig. Im keV-Bereich werden diese Anforderungen z. B. von einer Pierce-Elektronenkanone erfüllt.
Im niederenergetischen Bereich (5 bis 30 eV) haben sich vor allem die Elektronenkanonen nach Erdmann und Zipf sowie nach Stoffel und Johnson durchgesetzt. Beiden ist gemeinsam, dass die Elektronen zunächst auf eine höhere Energie beschleunigt und dann wieder abgebremst werden. Als Kathoden kommen vor allem indirekt geheizte Bariumoxydkathoden in Betracht, die sich durch eine niedrige Austrittsarbeit auszeichnen. Dadurch kann die Heiztemperatur niedrig gehalten werden, was vorteilhaft ist, um eine schmale thermische Energieverteilung der Elektronen zu erreichen. Eine preiswerte und zugleich hochwertige Lösung ist die Verwendung von Kathoden aus Fernsehbildröhren. Es ist notwendig, die Elektronenkanone bei nicht zu hohem Strom zu betreiben, da sich mit zunehmendem Strom Raumladungseffekte bemerkbar machen, welche die Energie- und die {\displaystyle {\vec {k}}}-Schärfe verschlechtern.
Für spinaufgelöste inverse Photoemission werden Elektronenquellen eingesetzt, die auf der Emission spinpolarisierter Photoelektronen basieren, die man mittels zirkular polarisiertem Licht aus den Oberflächen von geeignet präparierten Galliumarsenid oder Galliumarsenid-Phosphidkristallen auslösen kann. Diese apparativ im Vergleich zu Elektronenkanonen erheblich aufwendigeren Elektronenquellen verfügen, richtig konstruiert und betrieben, neben der Spinpolarisation auch über eine sehr gute Energieauflösung (bis herunter zu 125 meV).

### Photonendetektoren und Energiefilter
Für IPE im keV-Bereich werden fokussierende Kristallmonochromatoren verwendet. Als Kristalle kommen z. B. Glimmer (Energiefenster 622,5 eV in erster Beugungsordnung und 1245 eV in zweiter Ordnung) oder Molybdänid (MoS2)-Kristalle (1008,1 eV in erster Ordnung) in Betracht. Als Detektor werden Photokathoden (z. B. aus CsJ) mit Channeltrons verwendet.
Eine einfachere Lösung besteht darin, den Röntgendetektor statt mit einem Monochromator mit einer einfachen Absorptionsfolie zu kombinieren, die die Aufgabe hat, alle Photonen oberhalb einer geeigneten Absorptionskante zu absorbieren. Dabei wird das Spektrum in Modulationstechnik mit einem Lock-in-Verstärker aufgenommen, so dass das Spektrum als Differenzial des Signals aufgezeichnet wird. Sonst würde mit einem Detektor, der nur in Richtung hoher Energien begrenzt ist, das Integral des Spektrums aufgezeichnet.

IPE-Detektor für eine Energie von 9,9 eV Es handelt sich um ein Aceton-gefülltes Zählrohr mit Calciumfluoridfenster.

Im niederenergetischen Bereich (KRIPES) haben sich zwei Typen von Detektoren durchgesetzt: Energieselektive Zählrohre und Gittermonochromatoren mit ortsauflösendem Detektor. Letztere können z. B. aus einer Mikrokanalplatte und einer Chevron-Anode bestehen. Hierdurch kann ein ganzes Photonenspektrum gleichzeitig aufgezeichnet werden, wodurch die im Vergleich zu den Zählrohren erheblich schlechtere Zählrate zumindest teilweise ausgeglichen werden kann. In der Praxis haben die Monochromator-Anordnungen ihre Stärke, wenn es um Bandmapping von Volumenzuständen geht, da im Spektrometerbetrieb Bandmapping auf {\displaystyle k_{\perp }}-Linien möglich ist.
Zählrohre sind vorteilhaft, wenn Oberflächenzustände untersucht werden sollen, bei denen {\displaystyle k_{\perp }} unscharf ist, aber eine höchste Nachweisempfindlichkeit nötig ist, um Spektren schnell genug aufnehmen zu können, bevor die empfindlichen Oberflächenzustände durch Kontamination der Oberfläche verschwinden.
Die Zählrohrdetektoren realisieren einen Energiefilter (Bandpass) dadurch, dass das verwendete Zählgas durch seine Ionisierungsenergie eine untere Energiegrenze festlegt. Nach oben wird das Energiefenster durch ein Photoneneintrittsfenster aus einer Erdkalkalihalogenid-Einkristallscheibe begrenzt. Diese haben eine relativ scharfe Transmissionsgrenze in der hochenergetischen Richtung. Übliche Kombinationen sind: Iod als Zählgas mit Calciumfluoridfenster (E = 9,7 eV, ΔE = 0,8 eV FWHM) oder Aceton mit Calciumfluorid (E = 9,9 eV, ΔE = 0,4 eV FWHM).
Die Zählrohrdetektoren haben einen Durchmesser von etwa 20 mm und werden sehr nah an die Probe herangeführt, so dass sie Photonen in einen großen Raumwinkel erfassen. Deshalb haben sie eine viel bessere Nachweisempfindlichkeit als Detektoren, die mit Monochromatoren arbeiten.
Das Iod-Zählrohr ist das erste, mit dem in diesem Energiebereich Isochromaten aufgenommen worden sind und es wurde in vielen Labors erfolgreich eingesetzt. Das Azetonzählrohr wurde später entwickelt und hat neben besserer Energieauflösung eine vernachlässigbare Totzeit (keine Korrektur erforderlich) und braucht im Gegensatz zum Iodzählrohr nicht temperaturstabilisiert zu werden. Zudem ist es wegen der Nichtverwendung des chemisch aggressiven Iods haltbarer. Es sind noch weitere Fenster / Zählgaskombinationen eingesetzt worden, z. B. Strontiumfluorid / Iod (E = 9,5 eV, ΔE = 0,5 eV FWHM) oder Calciumfluorid / Kohlenstoffdisulfid (E = 10,2 eV, ΔE = 0,07 eV FWHM). Es ist beobachtet worden, dass die Energieauflösung des Bandpasses mitunter deutlich schlechter sein kann als es Berechnungen aus der Fenstertransmission und der Ionisationswahrscheinlichkeit des Zählgases erwarten lassen.
Eine andere Bandpassvariante verwendet Festkörper-Photokathoden statt eines Zählrohrgases, meist in Kombination mit einem Sekundärelektronenvervielfacher (diskreter Sekundärelektronenvervielfacher oder Channeltron, oder Mikrokanalplatte).

### Übersichtsartikel KRIPES
- P.T. Andrews, I.R. Collins, J.E. Inglesfield: Inverse Photoemission and How it is Used, in: Topics in Applied Physis, Vol 69: Unoccupied Surface States (1993), S. 244–275
- R. Schneider, V. Dose: Further Topics in Low-Energy Inverse Photoemission, Topics in Applied Physis 1993, 278–305
- F. J. Himpsel: Inverse photoemission from semiconductors. In: Surface Science Reports. Band 12, Nr. 1, 1990, S. 3–48, doi:10.1016/0167-5729(90)90005-X.
- P. D. Johnson, S. L. Hulbert: Inverse photoemission. In: Review of Scientific Instruments. Band 61, 1990, S. 2277, doi:10.1063/1.1141352.
- Dose V.: Momentum-resolved inverse photoemission. In: Surface Science Reports. Band 5, Nr. 8, 1985, S. 337–378, doi:10.1016/0167-5729(85)90006-8.
- N. V. Smith, D. P. Woodruff: Inverse photoemission from metal surfaces. In: Progress in Surface Science. Band 21, Nr. 4, 1986, S. 295–370, doi:10.1016/0079-6816(86)90004-3.
- B. Reihl: Unoccupied surface states on metal surfaces as revealed by inverse photoemission. In: Surface Science. Band 162, Nr. 1–3, 1985, S. 1–10, doi:10.1016/0039-6028(85)90867-2.

### Übersichtsartikel Spinaufgelöste inverse Photoemission
- M. Donath: Polarization effects in inversephotoemission spectra. In: Progress in Surface Science. Band 35, Nr. 1–4, 1990, S. 47–50, doi:10.1016/0079-6816(90)90019-G.

### Übersichtsartikel BIS
- J. C. Fuggle: Bremsstrahlung isochromat spectroscopy (BIS or High-Energy Inverse Photoemission). In: Applied Physis, Vol 69: Unoccupied Surface States. Springer, 1992, ISBN 0-387-54162-4, S. 307–337, doi:10.1007/3540541624_20.
- H. Scheidt: Neuere Entwicklungen auf dem Gebiet der Bremsstrahlungs‐Isochromatenspektroskopie. In: Fortschritte der Physik/Progress of Physics. Band 31, Nr. 7, 1983, S. 357–401, doi:10.1002/prop.2190310702.
- K. Ulmer in: Band Structure Spectroscopy of Metals and Alloys, D.J. Fabian, L.M. Watson (Hrsg.), London 1973
- H. Merz, Silicates Industriels 4 (1976), 285

### Theorie
- G. Borstel, G. Thörner: Inverse photoemission from solids: Theoretical aspects and applications. In: Surface Science Reports. Band 8, Nr. 1, 1988, S. 1–41, doi:10.1016/0167-5729(88)90006-4.

### Bücher
- David P. Woodruff, T. A. Delchar: Modern techniques of surface science. 2. Auflage. Cambridge Univ. Press, Cambridge 1994, ISBN 0-521-42498-4.